# Pierpont
Pierpont és una població dels Estats Units a l'estat de Dakota del Sud. Segons el cens del 2000 tenia 122 habitants.

## Demografia
Segons el cens del 2000, Pierpont tenia 122 habitants, 64 habitatges, i 32 famílies. La densitat de població era de 314 habitants per km².
Dels 64 habitatges en un 14,1% hi vivien nens de menys de 18 anys, en un 43,8% hi vivien parelles casades, en un 3,1% dones solteres, i en un 50% no eren unitats familiars. En el 46,9% dels habitatges hi vivien persones soles el 29,7% de les quals corresponia a persones de 65 anys o més que vivien soles. El nombre mitjà de persones vivint en cada habitatge era d'1,91 i el nombre mitjà de persones que vivien en cada família era de 2,63.
Per edats la població es repartia de la següent manera: un 15,6% tenia menys de 18 anys, un 2,5% entre 18 i 24, un 23% entre 25 i 44, un 23,8% de 45 a 60 i un 35,2% 65 anys o més.
L'edat mediana era de 50 anys. Per cada 100 dones de 18 o més anys hi havia 114,6 homes.
La renda mediana per habitatge era de 29.464 $ i la renda mediana per família de 40.417 $. Els homes tenien una renda mediana de 23.125 $ mentre que les dones 18.438 $. La renda per capita de la població era de 15.955 $. Cap de les famílies i el 4,1% de la població estaven per davall del llindar de pobresa.

## Poblacions més properes
El següent diagrama mostra les poblacions més properes.